# Орибасий
Орибасий или Орибазий (др.-греч. Ορειβάσιος) (ок. 325—403) — древнегреческий медик и личный врач римского императора Юлиана.
Родом из Пергама. Учился в Александрии у Зенона Кипрского, затем присоединился к свите Юлиана; сопровождал его во время службы в Галлии. Принимал участие в коронации Юлиана в 361 году и, получив должность квестора, оставался с императором вплоть до его гибели в 363-м. После этого Орибасий на некоторое время был изгнан, но позднее вернулся ко двору по приказу императора Валента.
Основные работы Орибасия были написаны по просьбе императора Юлиана. Орибасий составил собрание выписок из Галена (сохранился фрагмент в «Библиотеке» Фотия с посвящением Юлиану).
«Врачебное собрание» (Collectiones medicae, др.-греч. Ιατρικαί Συναγωγαί) представлял собой компиляцию из работ античных медиков в 70 книгах. Сохранились книги I—XV, отрывки из книги XVI, книги XX—XXV и XLIII-L, а также отдельные фрагменты, которые нельзя с уверенностью отнести к определённым книгам. Впоследствии написал для своего сына Евстафия сокращение этого сборника в девяти книгах — краткий справочник, который содержал простые рецепты и мог служить своего рода «скорой помощью» для людей без медицинского образования. Многие сочинения Орибасия сохранились в латинском переводе.
 Евнапий Сардийский посвятил Орибасию отдельную главу в своей книге «Жизни философов и софистов». В то время Орибасий ещё был жив. Точная дата его смерти неизвестна. Сын Орибасия, Евстафий, также был придворным медиком при дворе Валента II и, в отличие от своего отца, был христианином.